# 1900 en Australie
Chronologie de l'Australie
- 1896
- 1897
- 1898
- 1899
- 1900
- 1901
- 1902
- 1903
- 1904

Cette page concerne les évènements survenus en 1900 en Australie :

## Évènement
- Gaffe de Hopetoun (en)
- mars-mai : Inondations en Australie occidentale (en)
- 21 mars : Catastrophe de la mine de charbon de Torbanlea (en)
- juillet : Meurtres de Jimmy Governor (en)

## Littérature
- Path and Goal (en) d'Ada Cambridge
- The Woman of Death (en) de Guy Boothby (en)

## Sport
- Participation de l'Australie aux Jeux olympiques de Paris.
- Football australien en 1900 (en)
- Saison 1900-1901 de l'équipe anglaise de cricket en Australie (en)
- Saison 1900 de la Metropolitan Rugby Union (en) (rugby à XV)

### Création de club
- Essendon Association Football Club (en)
- Newlyn Football Netball Club (en)
- South Broken Hill Football Club (en)
- South Fremantle Football Club (en)
- Triabunna Football Club (en)

## Cinéma
- 14 septembre : Le film Soldiers of the Cross Church (en) est projeté à Melbourne. Il s'agit de l'un des premiers films projetés en Australie.

## Naissance
- Albert Hawke (en), premier ministre d'Australie-Occidentale.
- Tilly Devine, criminelle.
- Jack Lindsay (en), écrivain.
- John McEwen, personnalité politique.
- Merlyn Myer (en), philanthrope.
- Bill Ponsford, joueur de cricket.
- Harold Raggatt (en), géologue.

## Décès
- John Ferris, joueur de cricket.
- Thomas McIlwraith, personnalité politique.